# Pull Up (MamboLosco)
Pull Up è un singolo del rapper italiano MamboLosco, pubblicato l'11 novembre 2021.

## Tracce
1. Pull Up – 2:30

## Classifiche
| Classifica (2021) | Posizione massima |
| ----------------- | ----------------- |
| Italia            | 73                |